# 菊屋吉生
菊屋 吉生（きくや よしお、1954年 - ）は、日本の美術史学者、元山口大学国際総合科学部教授。山口大学名誉教授。専門は日本美術史。特に近代日本画の成立と展開に関する著書、論文を数多く執筆。菊屋家第13代当主。公益財団法人菊屋家住宅保存会理事長。

## 経歴
1954年、山口県萩市で生まれた。立命館大学文学部史学科で学び、卒業。
卒業後は、山口県立美術館に学芸員として勤務し、多数の展覧会開催に携わった。1997年、山口大学教育学部助教授に転じた。2006年に同大学教授昇格。2015年より2020年まで、同大学国際総合科学部教授。山口大学退職後も古巣を含む県内の美術館と協力して研究を進めている。

## 栄典・受賞
- 1989年：第1回倫雅美術奨励賞（「日本画　昭和の熱き鼓動」展の企画および図録論文に対して）を受賞。
- 1989年：山口県メダル栄光文化賞を受賞。
- 2009年：下関市教育功労者表彰
- 2022年：山口県文化功労賞を受賞。

## 研究内容・業績

### 山口県立美術館学芸員時代の企画展示
担当した一連の近代、現代の日本画に関する展覧会（「戦後日本画の一断面展」1986年、「日本画　昭和の熱き鼓動展」1988年、「大正日本画　その闇ときらめき展」1993年、「明治日本画の新情景展」1996年）は、それまで語られてきた近代日本画史を見直すもので、明治・大正・昭和の日本の前衛絵画と日本画との関係を初めて明らかにするものとなった。
また1986年に同美術館で開催した「ニュージャパニーズスタイルペインティング　日本画材の可能性」展について、北澤憲昭は「‘‘日本画の転位’’のきっかけにもなったともいえる展覧会であり、1990年代以降の日本画変容に重要な役割を果たした。」と述べている。

## 家族・親族

### 菊屋家
吉生が現当主を務める菊屋家は、江戸時代、長州藩の御用を務めた元豪商で、農地改革以前は山口一の大地主だった。その邸宅は現存する西日本最古級の町家として国の重要文化財に指定されており、『菊屋家住宅』として一般公開もされている。
- 初代：菊屋友味（1618年没）は毛利輝元に献金し、輝元に従って萩入りした商人[2]。
- 9代当主：菊屋孫太郎
- 10代当主：菊屋剛十郞（1857-1923）は萩銀行頭取や県議会議員などを務めた山口県多額納税者[3][4]。
- 11代目当主：菊屋孫輔（1882年生）は、菊屋剛十郞長男。京都帝国大学法科大学卒で、山口県多額納税者[5]。
- 12代当主：菊屋嘉十郎（1917-1983）は東京大学法学部政治学科卒、満洲自動車製造勤務、萩女子学園園長、山口県社会福祉協議会常務理事を経て、1959年から萩市長を6期務め、歴史的景観保存条例を制定するなど文化財保存に貢献したが、米子市の温泉旅館で縊死した[6][7][8][9]。

## 著作
共編著
- 『昭和の美術』(全6巻) 共著、毎日新聞社 1990-1991
- 『日本美術絵画全集 23』講談社 1993

菊谷著「感性の眼から理性の頭脳へ：昭和前期の新しい日本画」
- 『山口県の美術』共著、思文閣出版 1995
- 『日本美術館』共著、小学館 1997
- 『日本美術院百年史』(第7巻) 日本美術院百年史編纂室 1998

菊谷著「昭和前期における院展とその派生団体との関係」
- 『大正期美術展覧会の研究』東京文化財研究所編、中央公論美術出版 2005

菊谷著「大正初期から中期における小団体、小グループの相関関係：行樹社と八火会を中心として」
- 『大正期新興美術資料集成』共著、国書刊行会 2006
- 『別冊太陽　東山魁夷：日本人が最も愛した画家』監修・共著、平凡社 2008

雑誌論文
- 菊谷2003「珊瑚会論考」『美術研究第』377号 東京文化財研究所

出演
- TBS「ぴったんこカン・カン」 2019年8月2日放送 - 「ぴったんこ名家部」コーナーで菊屋家に伝わる三大家宝（趙千里の楼閣山水図、雪舟の溌墨山水図、画院画家の草虫図）などを披露した[10]。